# Jhon Viáfara
Jhon Eduis Viáfara Mina (né le 27 octobre 1978 à Robles en Colombie) est un joueur de football international colombien, qui évolue au poste de milieu de terrain.

## Biographie

### Carrière en sélection
Avec l'équipe de Colombie, il dispute 43 matchs (pour un but inscrit) entre 2003 et 2010. Il figure notamment dans le groupe des sélectionnés lors de la Copa América de 2004 et de 2007.

## Palmarès
| América Cali - Championnat de Colombie (1) : - Champion : 2000. |  | Once Caldas - Championnat de Colombie (2) : - Champion : 2003 (Ouverture) et 2009 (Ouverture). - Copa Libertadores (1) : - Vainqueur : 2004. |